# グラント郡 (ニューメキシコ州)
グラント郡（英: Grant County）は、アメリカ合衆国ニューメキシコ州にある郡。人口は2万8185人（2020年）。郡庁所在地はシルヴァーシティである。郡の名前は、南北戦争の将軍および第18代アメリカ合衆国大統領のユリシーズ・S・グラントにちなむ。

## 地理
総面積は10,276 km² (3,968 mi² )。陸地面積は10,272 km² (3,966 mi²)で、水面積は4 km² (2 mi²)で全体の0.04%である。

## 近接する郡
- カトロン郡 (ニューメキシコ州) - 北
- シエラ郡 (ニューメキシコ州) - 東
- ルナ郡 (ニューメキシコ州) - 南東
- ヒダルゴ郡 (ニューメキシコ州) - 南
- グリーンリー郡 (アリゾナ州) - 西

## 人口統計
以下は2000年国勢調査における人口統計データである。
| 基礎データ - 人口: 31,002人 - 世帯数: 12,146世帯 - 家族数: 8,514家族 - 人口密度: 3/km² (8/mi²） - 住居数: 14,066軒 - 住居密度: 1/km² (4/mi²) 人種別人口構成 - 白人: 75.67% - アフリカン・アメリカン: 0.52% - ネイティブアメリカン: 1.35% - アジア人: 0.29% - 太平洋諸島系:0.03% - その他の人種: 19.02% - 混血(2人種間以上の): 3.11% - ヒスパニック・ラテン系: 48.79% 世帯と家族（対世帯数） - 全世帯数: 12,146世帯 - 18歳未満の子供がいる:31.30% - 結婚・同居している夫婦: 52.70% - 未婚・離婚・死別女性が世帯主: 12.90% - 非家族世帯: 29.90% - 単身世帯: 25.70% - 65歳以上の老人1人暮らし: 10.70% - 平均構成人数 - 世帯: 2.50人 - 家族: 3.01人 | 年齢別人口構成 - 18歳未満: 26.20% - 18-24歳: 8.50% - 25-44歳: 23.70% - 45-64歳: 25.10% - 65歳以上: 16.50% - 年齢の中央値: 39歳 - 性比（女性100人あたり男性の人口） - 総人口: 95.10人 - 18歳以上: 91.30人 収入と家計 - 収入の中央値 - 世帯: 29,134米ドル - 家族: 34,231米ドル - 性別 - 男性: 31,126米ドル - 女性: 19,627米ドル - 人口1人あたり収入: 14,597米ドル - 貧困線以下 - 対家族: 15.10% - 対人口: 18.70% - 18歳未満: 25.90% - 65歳以上: 9.50% |

## 主な市および町
- シルヴァーシティ
- Bayard
- Gila
- Hurley
- Santa Clara
- Santa Rita